# Đinh lăng
Đinh lăng hay cây gỏi cá, nam dương sâm (danh pháp hai phần: Polyscias fruticosa, đồng nghĩa: Panax fruticosum, Panax fruticosus) là một loài cây nhỏ thuộc chi Đinh lăng (Polyscias) của Họ Cuồng cuồng (Araliaceae). Cây được trồng làm cảnh hay làm thuốc trong y học cổ truyền.

## Đặc điểm
Cây nhỏ, cao từ 1-2 mét. Lá kép lông chim 2-3 lần, mọc so le, lá chét có răng cưa nhọn. Hoa đinh lăng màu lục nhạt hoặc trắng xám, quả dẹt, màu trắng bạc.
Theo nghiên cứu của GS Ngô Ứng Long và cộng sự thuộc học viện Quân y, cây đinh lăng cùng họ với nhân sâm.

## Hình ảnh

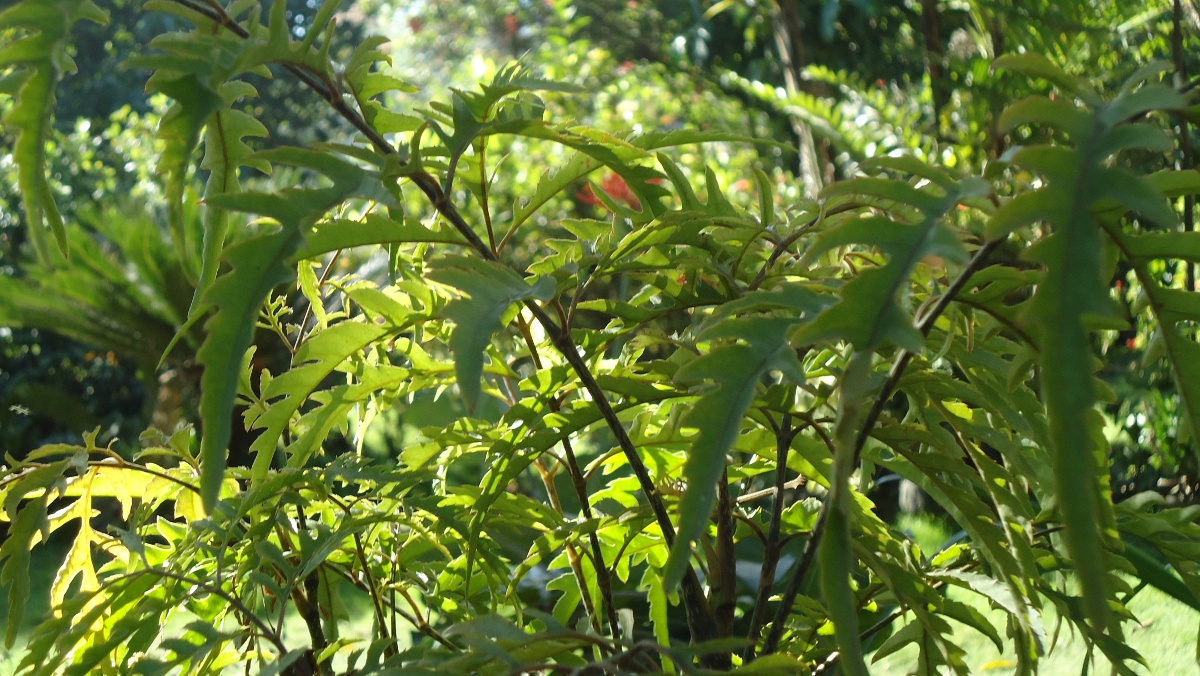
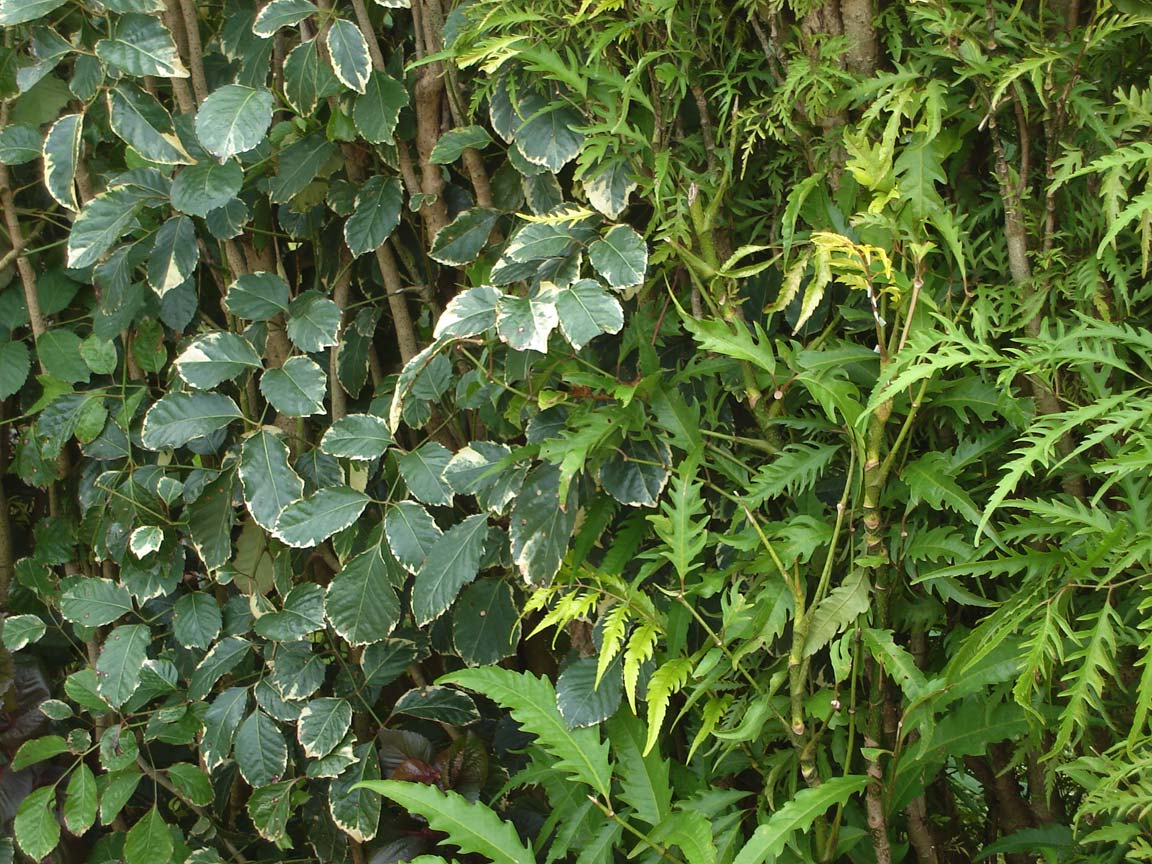
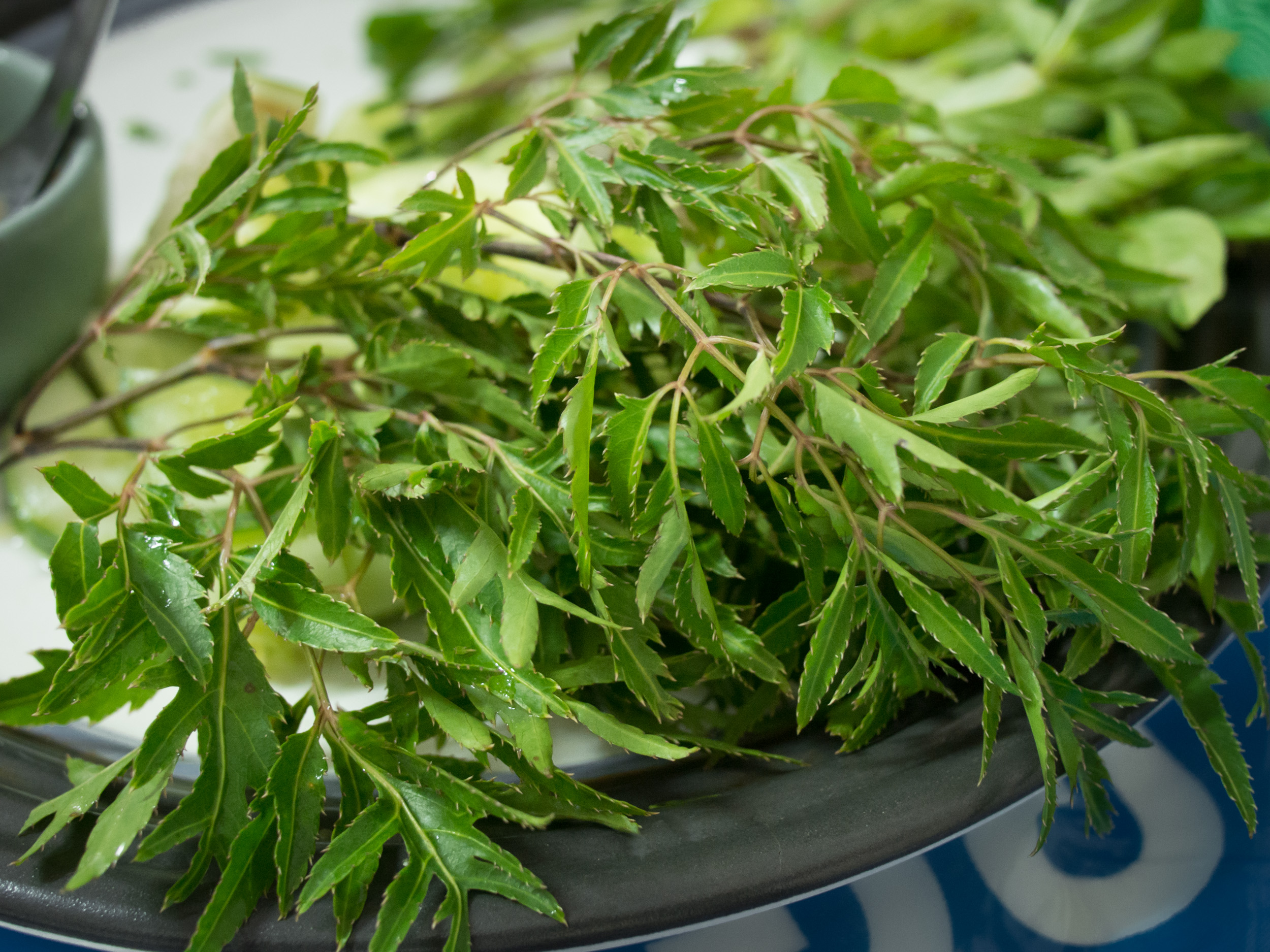
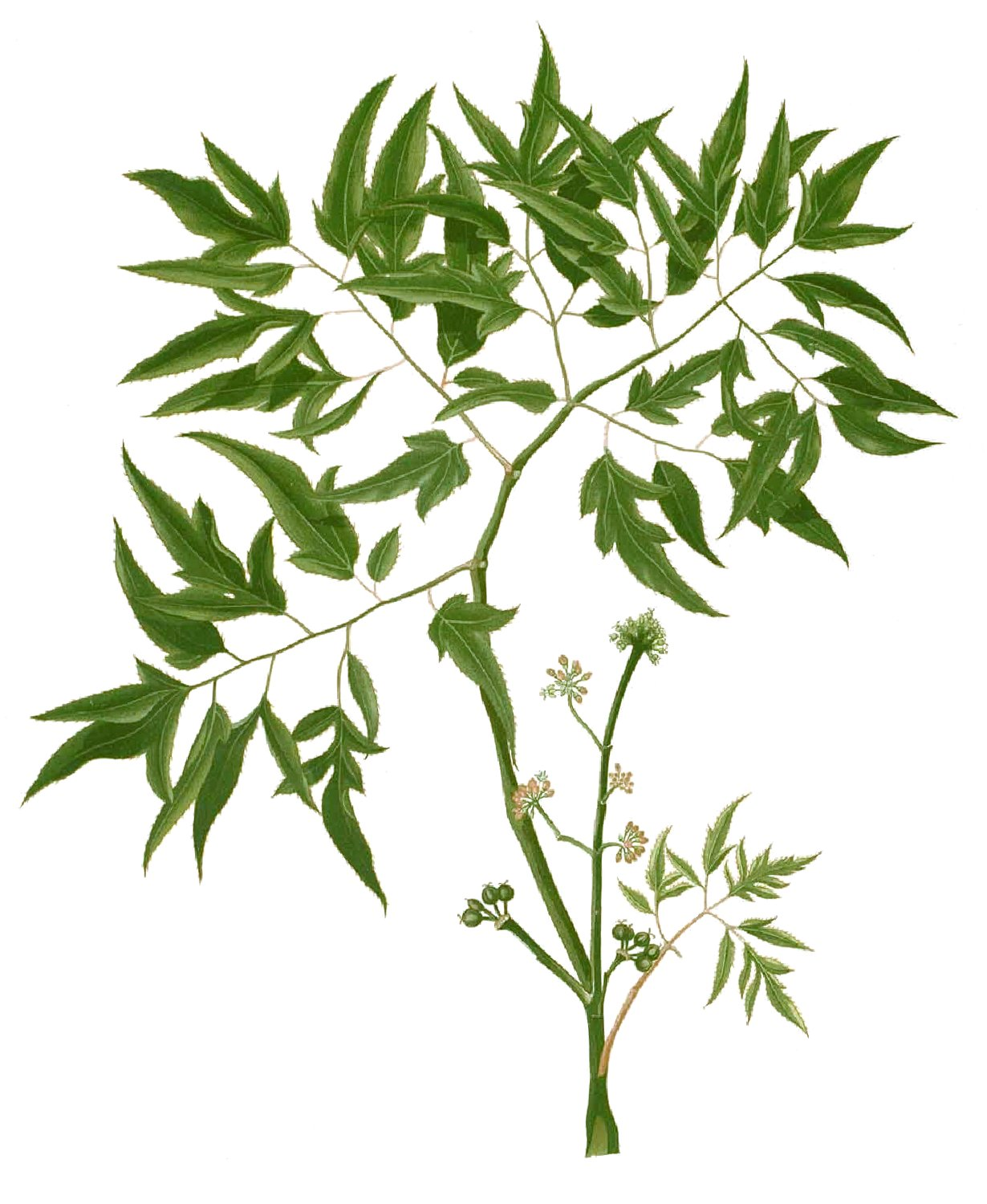

## Một vài hình ảnh về cây Đinh lăng

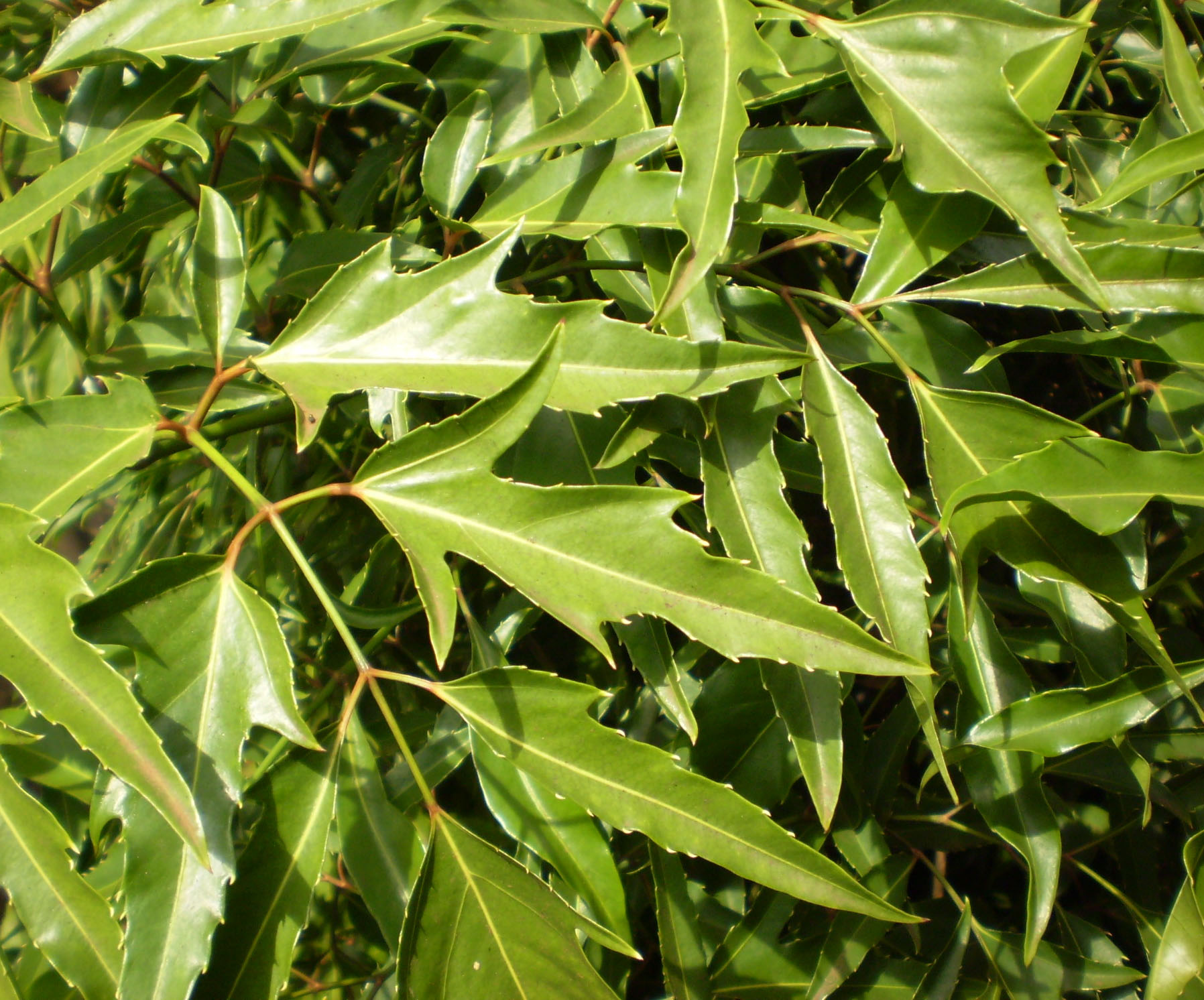
Lá đinh lăng
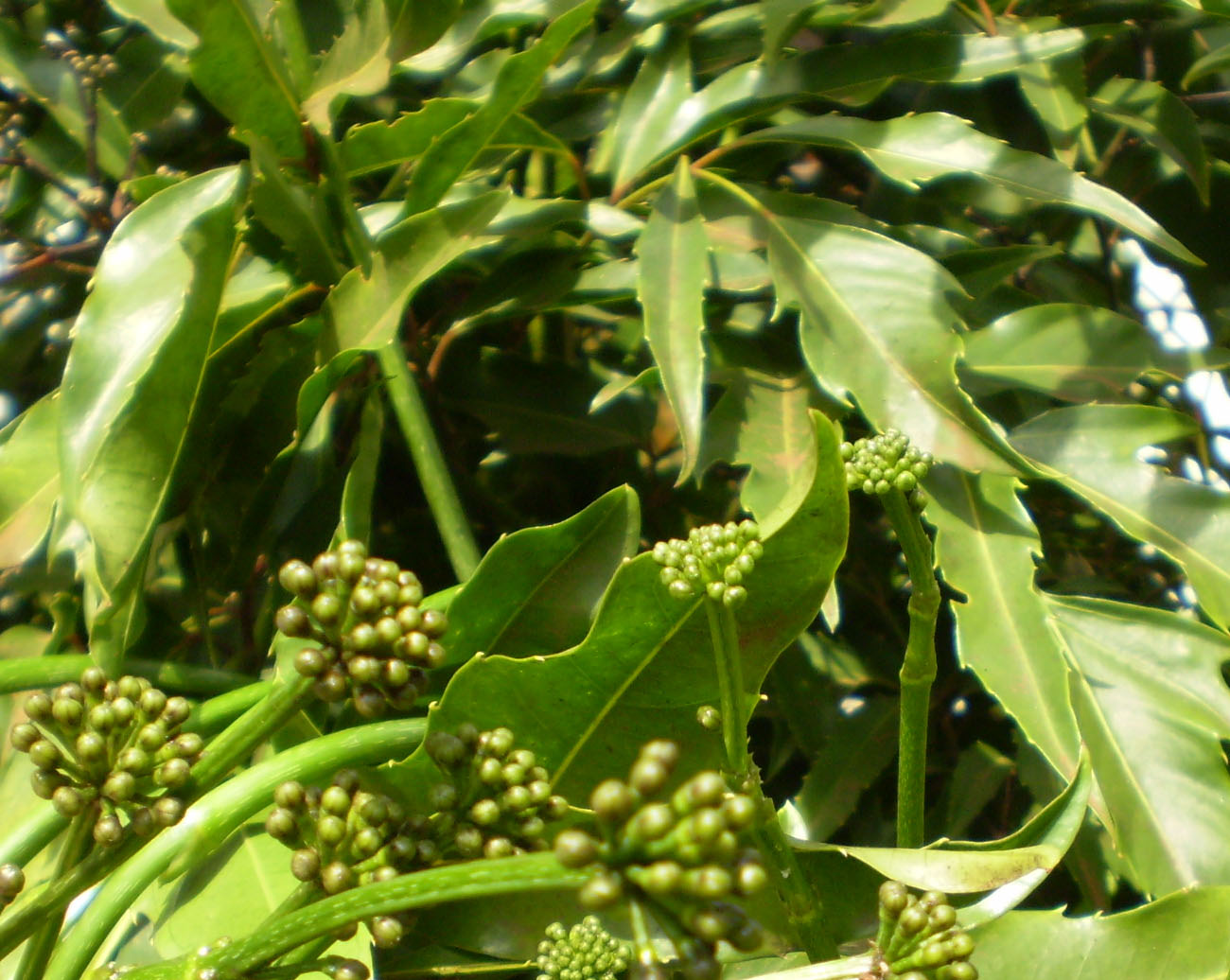
Nụ hoa đinh lăng
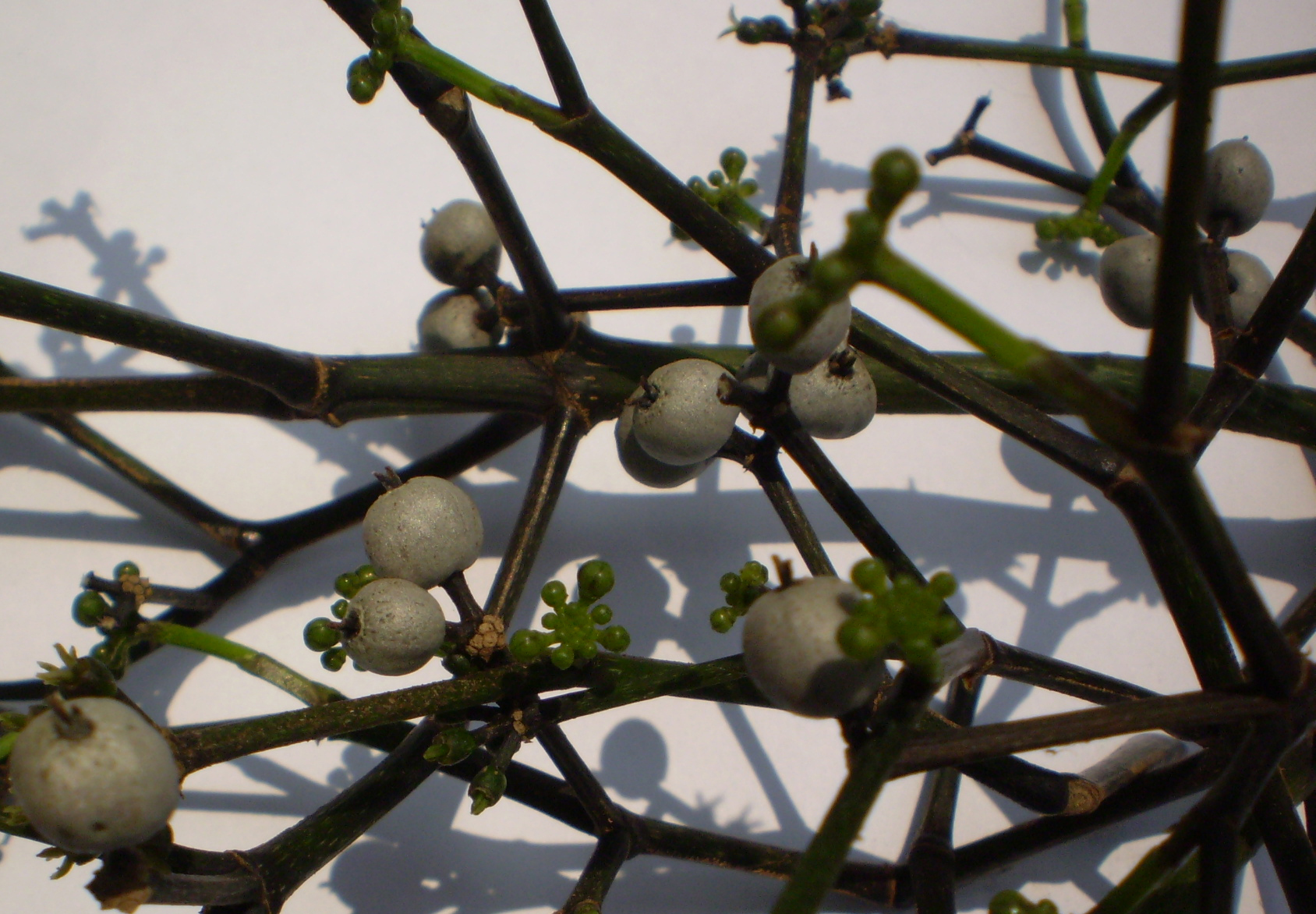
Quả đinh lăng

## Thành phần hóa học
8 loại saponin oleanane đã được phân lập từ cây đinh lăng.
Trong rễ đinh lăng có chứa nhiều saponin giống như sâm, các vitamin B1, B2, B6, C và 20 amino acid cần thiết cho cơ thể và những amino acid không thể thay thế được như lyzin, cystein, methionin.

## Sử dụng thường ngày
Đinh lăng là loài cây quen thuộc với nhiều gia đình Việt Nam. Ở nước ta, đinh lăng có từ lâu và được trồng phổ biến ở vườn gia đình, đình chùa, trạm xá, bệnh viện để làm cảnh, làm thuốc và gia vị. Trong cuộc sống thường ngày, lá cây được sử dụng như rau sống hoặc có thể ăn kèm trong món gỏi cá.

## Sử dụng trong y học cổ truyền
Theo y học cổ truyền, rễ cây có vị ngọt, hơi đắng, tính mát, có tác dụng thông huyết mạch, bồi bổ khí huyết; lá đinh lăng có vị đắng, tính mát có tác dụng giải độc thức ăn, chống dị ứng, chữa ho ra máu, kiết lỵ. Toàn cây đinh lăng bao gồm rễ, thân, lá đều có thể sử dụng làm thuốc.Tác dụng của cây đinh lăng khi làm thuốc Lưu trữ ngày 19 tháng 4 năm 2021 tại Wayback Machine

## Tác dụng của cây đinh lăng theo y dược học hiện đại
TS Nguyễn Thị Thu Hương và cộng sự tại Trung tâm Sâm và Dược liệu TP HCM cũng đã dành nhiều thời gian và tâm huyết nghiên cứu tác dụng của cây đinh lăng trong suốt 7 năm (2000-2007). Nghiên cứu của tiến sĩ Hương đã chỉ ra đinh lăng có các tác dụng dược lý tương tự như sâm nhưng giá thành lại rẻ hơn và dễ trồng hơn sâm. Cụ thể, theo nghiên cứu của tác giả, cây có tác dụng tăng thể lực, chống stress, kích thích các hoạt động của não bộ, giải tỏa lo âu, mệt mỏi, chống oxy hóa, bảo vệ gan, kích thích miễn dịch.
Lá có thể nghiền nhỏ và đặt trên vết thương để ngăn chặn sưng và viêm. Rễ có thể được đun sôi và uống để kích thích đi tiểu, làm dịu thần kinh, giảm đau khớp và hít phải để kích thích đổ mồ hôi.
Dịch chiết cồn của cây đinh lăng có tác dụng chống hen, chống histamin và ức chế tế bào mast giúp nó hữu ích trong việc điều trị hen suyễn.
Rễ cây đinh lăng có tác dụng tăng đáng kể chức năng bộ nhớ cũng như thời gian sống sót của chuột già.
Rễ cây đinh lăng tăng cường đề kháng rất tốt. Giống như cây tam thất.

## Lạm dụng
Theo ông Phó Hữu Đức (Chủ tịch Hội Đông y quận Cầu Giấy, Hà Nội) trong rễ đinh lăng có chứa nhiều saponin [...] có thể làm vỡ hồng cầu. Vì vậy, chỉ dùng khi cần thiết và dùng đúng liều, đúng cách. Càng không được dùng rễ đinh lăng với liều cao vì sẽ gây say thuốc, xuất hiện cảm giác mệt mỏi, buồn nôn, tiêu chảy.